# Терминал Забайкальск
Терминал Забайкальск (ЗАО «ДВТГ-Терминал»)  — терминально-логистический комплекс, контейнерный терминал, расположенный в пгт. Забайкальск, Забайкальского края в двух километрах от российско-китайской границы. Входит в Дальневосточную транспортную группу.

## История
Работы по созданию контейнерного терминала на российско-китайской границе Дальневосточная транспортная группа начала в 2005 г. Компания планировала инвестировать в создание современного комплекса 7 млн долл.

В 2006 году строительные работы были завершены, но открытие терминала откладывалось из-за противодействия со стороны ОАО «РЖД», которое строило собственный контейнерный терминал в Забайкальске и не давало разрешения на примыкание путей. Генеральный директор Дальневосточной транспортной группы Раиса Паршина обвинила руководство «Российских железных дорог» в недобросовестной конкуренции

Разрешение на примыкание путей к станции ОАО «РЖД» согласовала только в 2009 году.
Но начать работать « ДВТГ-терминал» смог только в 2012 году, после того, как ОАО «РЖД» , открыло в Забайкальске собственный контейнерный терминал, строительство которого велось с 2007 года.